# 5093 Svirelia
5093 Svirelia este un asteroid din centura principală de asteroizi.

## Descriere
5093 Svirelia este un asteroid din centura principală de asteroizi. A fost descoperit pe 14 octombrie 1982 la Observatorul de Astrofizică din Crimeea de Liudmila Karacikina. El prezintă o orbită caracterizată de o semiaxă mare de 2,66 ua, o excentricitate de 0,17 și o înclinație de 12,7° în raport cu ecliptica.